# Vuurtoren van Lemmer
De Vuurtoren van Lemmer is de vuurtoren die bij de haven van Lemmer aan de Vuurtorenweg staat. De originele vuurtoren werd in 1910 gebouwd en in 1968 gesloopt.
In 1994 wordt er voor de televisieserie ‘De Vuurtoren’ van regisseur Pieter Verhoeff een replica van de vuurtoren gebouwd. De toren is geen dicht bouwwerk, maar een open staalconstructie.

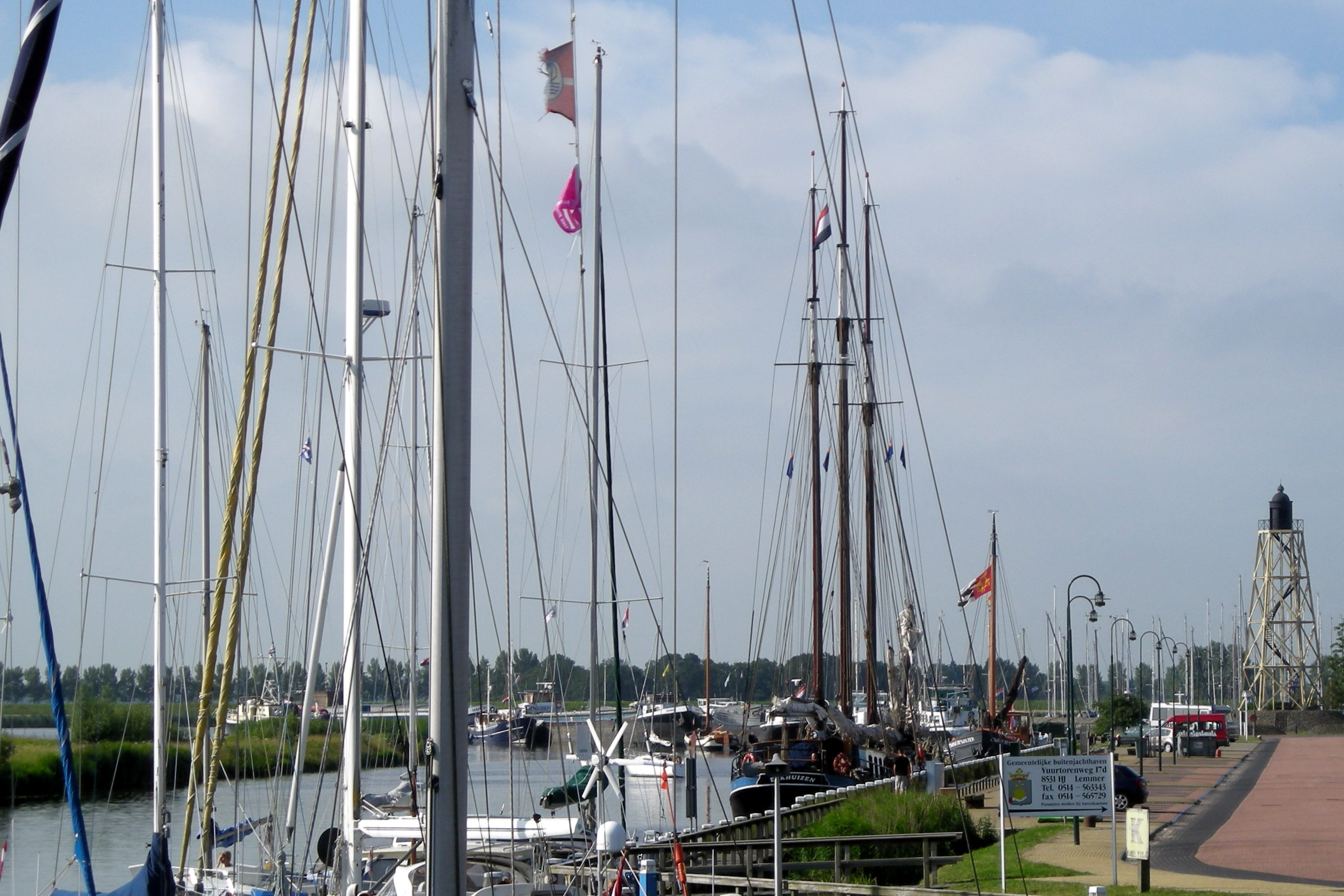
Havenzicht Lemmer met vuurtoren